# Fresh Pond Road
Fresh Pond Road è una fermata della metropolitana di New York situata sulla linea BMT Myrtle Avenue. Nel 2019 è stata utilizzata da 1 776 084 passeggeri. È servita dalla linea M, attiva 24 ore su 24.

## Storia
La stazione fu aperta il 22 febbraio 1915.

## Strutture e impianti
La stazione è posta su un viadotto al di sopra del Fresh Pond Bus Depot, ha due binari e una banchina ad isola. Il mezzanino, posizionato sotto il piano binari, ospita le scale per accedere alle banchine, i tornelli e le due scale per il piano stradale che portano una su Fresh Pond Road e l'altra su 62nd Street.

## Interscambi
La stazione è servita da alcune autolinee gestite da MTA Bus e NYCT Bus.
- Fermata autobus